# 177-й меридіан західної довготи
177-й меридіан західної довготи — лінія довготи, що лежить на 177 градусів західніше Гринвіцького меридіана. Вона проходить від Північного полюса через Північний Льодовитий океан, Азію, Тихий океан, Південний океан та Антарктиду до Південного полюса.
177-й меридіан західної довготи формує велике коло разом із 3-тім меридіаном східної довготи

## Список географічних об'єктів, що перетинає 177° зх. д.
Починаючи на Північному полюсі та рухаючись до Південного полюса, 177-й меридіан західної довготи проходить через:
| Координати                                                   | Країна, територія або море | Примітки |
| ------------------------------------------------------------ | -------------------------- | --- |
| 90°0′ пн. ш. 177°0′ зх. д. / 90.000° пн. ш. 177.000° зх. д.  | Північний Льодовитий океан | |
| 71°42′ пн. ш. 177°0′ зх. д. / 71.700° пн. ш. 177.000° зх. д. | Чукотське море             | Проходить східніше острова Врангеля, Росія |
| 68°8′ пн. ш. 177°0′ зх. д. / 68.133° пн. ш. 177.000° зх. д.  | Росія                      | |
| 65°36′ пн. ш. 177°0′ зх. д. / 65.600° пн. ш. 177.000° зх. д. | Берингове море             | Проходить східніше острова Канага, Аляска, США Проходить західніше острова Адак, Аляска, США                                                                               |
| 51°40′ пн. ш. 177°0′ зх. д. / 51.667° пн. ш. 177.000° зх. д. | Тихий океан                | Проходить східніше атола Мідвей, Зовнішні малі острови США Проходить західніше острова Гауленд, Зовнішні малі острови США Проходить західніше острова Чатем, Нова Зеландія |
| 60°0′ пд. ш. 177°0′ зх. д. / 60.000° пд. ш. 177.000° зх. д.  | Південний океан            | |
| 78°25′ пд. ш. 177°0′ зх. д. / 78.417° пд. ш. 177.000° зх. д. | Антарктида                 | Проходить через Територію Росса (претендує Нова Зеландія) |